# ژاله آیلانچ
ژاله آیلانچ (انگلیسی: Jale Aylanç؛ ۲۳ مارس ۱۹۴۸ – ۷ ژوئیهٔ ۲۰۲۰) بازیگر اهل ترکیه بود.